# Cyperus gigantobulbes
Cyperus gigantobulbes är en halvgräsart som beskrevs av Kaare Arnstein Lye. Cyperus gigantobulbes ingår i släktet papyrusar, och familjen halvgräs. Inga underarter finns listade i Catalogue of Life.